# Oleksij Kasianov
Oleksij Kasianov (ukrainska:Олексій Касьянов), född 26 augusti 1985 i Stachanov i Ukrainska SSR i Sovjetunionen, är en ukrainsk  friidrottare som tävlar i mångkamp. 